# Nemorilla morosa
Nemorilla morosa là một loài ruồi trong họ Tachinidae.